# Catch européen
 (septembre 2009).
Si vous disposez d'ouvrages ou d'articles de référence ou si vous connaissez des sites web de qualité traitant du thème abordé ici, merci de compléter l'article en donnant les références utiles à sa vérifiabilité et en les liant à la section « Notes et références ».
Le catch européen existe depuis de nombreuses années. Il possède ses propres champions et grosses pointures, qui sont souvent très réputés à travers le monde. Le style de catch en Europe est principalement inspiré du catch américain et parfois britannique. Les matchs utilisent tout de même beaucoup plus d'enchaînements qu'aux États-Unis, mais restent identiques quant à leur structure en sept phases (appelées « spots »).
De nombreux pays ont une scène de catch développée ou en phase de développement. Voici une liste des pays et leurs principales fédérations et catcheurs (la liste est à compléter).

## Allemagne et Autriche
Dans les années 1970 et jusqu'à la deuxième moitié des années 1990, la Catch Wrestling Association (en), fondée par l'autrichien Otto Wanz, organise fréquemment des spectacles de catch. Elle permet à plusieurs catcheurs européens comme William Regal, nord américain comme Vader et japonais comme Satoshi Kojima de s'y aguerrir,,.
Au début des années 2000, le catcheur allemand Peter Wiechers fonde la Westside Xtreme Wrestling (wXw).

## Belgique
Salvatore Bellomo, ancien catcheur à la World Wrestling Federation dans les années 1980, et d'origine belge, a développé les premières structures de catch en Belgique. Lorsque les programmes WWE sur les chaînes francophones ont pris un essor entre 2007 et 2009, la pratique du catch a également connu une popularité grandissante et de nombreux Belges ont pu apprendre les rudiments du catch à la Belgian Wrestling School. Le catch belge reste peu populaire et ces promotions toujours très nombreuses n'attirent qu'un public que très restreint.

Côté flamand, Bernard Van Damme qui avait fait ses armes à l'European Wrestling Federation lorsqu'elle était encore active (années 1990) produit des shows avec la promotion "Eurostar".

## France
Le catch s'est développé en France dans les années 1940, avec sa propre scène et ses propres stars. Les matchs sont diffusés à la télévision à partir des années 1960. Plusieurs salles parisiennes deviennent le lieu régulier des combats de catch, comme par exemple l'Élysée Montmartre, où des noms tels que l'Ange Blanc, le Bourreau de Béthune, Chéri Bibi et bien d'autres acquièrent un statut de stars que le public vient soutenir ou détester.
Avec la disparition progressive de la kayfabe et surtout la catégorisation française des catcheurs en tant « qu'artistes du spectacle »[réf. nécessaire], la discipline est peu à peu tombée dans l'oubli.
Dans les années 1990, la France subit un second souffle avec la EWF, qui était régulièrement diffusée sur Eurosport, mais ce ne fut que de courte durée.[réf. nécessaire]
La diffusion des shows de la World Wrestling Entertainment par les chaînes françaises donne au catch un grand renouveau. Le catch spectacle devient une institution et les fans se multiplient. On note un pic d'intensité durant l'année 2008. La WWE propose de nombreuses dates en France. Des magazines francophones dédiés au catch rencontrent un succès et une demande se crée pour des écoles de catch[réf. nécessaire].
Outre l'International Catch Wrestling Alliance et France-Catch, qui promeuvent un style de catch moderne[à recycler], il existe également la Wrestling Stars et la Fédération française de catch professionnel, qui proposent un catch plus traditionnel mais continuent à remplir les salles. Il existe aussi de plus petites structures, plus locales et la France s'intègre bien dans le paysage Européen[évasif].
Les catcheurs Lucas Di Léo et Tom La Ruffa sont repérés par la WWE et font une carrière auprès de leur structure de développement NXT confirmant ainsi une certaine légitimité du catch français aux yeux des divers acteurs du catch international.[Pour qui ?].

## Pays-Bas
- Emil Sitoci, Tommy End

## Italie
- Nu-Wrestling Evolution
- Frontier Championship Wrestling
- Total Combat Wrestling
- Italian Championship Wrestling
- Kaio, Red Devil, Andres Diamond, etc.

## Royaume-Uni
Le cas du Royaume-Uni est tout de même différent du reste de l'Europe, puisque le catch y a toujours été populaire, les promotions locales étaient régulièrement diffusées à la télé et les chaînes télévisées américaines étant diffusées là bas, la World Wrestling Federation et la World Championship Wrestling étaient populaires. C'est probablement le pays en Europe où le catch est le mieux développé au niveau indépendant. La télévision nationale BBC possède même sa propre émission de catch qui passe lors du « World of Sports » et où on pouvait voir évoluer des grands catcheurs britanniques tels que William Regal, Robie Brookside, Giant Haystack, etc.
Le « catch à l'anglaise » base son système sur les enchaînements et les petites prises rapides sont favorisées. Ceci donne beaucoup de rythme aux matchs et les lutteurs, même poids lourds ont un style de combat qui peut évoquer celui utiliser par des poids léger américains.
Il est également rare de voir sur la scène anglaise des prises de finitions récurrentes. Les catcheurs utilisent souvent des tombés particulièrement efficaces pour finir les matchs, d'autres favorisent la soumission.
Le catcheur Tom Billington, mieu connu sous son pseudonyme de « Dynamite Kid » est issu du catch Britannique, et représente parfaitement ce style.
- Frontier Wrestling Alliance
- NWA UK Hammerlock
- Preston City Wrestling
- Doug Williams, Drew Galloway, Wade Barrett, Nick Aldis, Johny Storm, Andrew Simmons, Jody Fleish, Ricky Knight, Britani Knight, Zebra Kid, etc.

## Russie
Avant la révolution de 1917, le catch, connu sous le nom de « Lutte française », était le clou du spectacle des cirques et des théâtres d'été, et des catcheurs du nom de Poddoubnyj ou Jakuba devenaient même internationalement connus. Pendant l'époque soviétique, la popularité de ce sport a fortement diminué, mais est revenue dans la deuxième moitié du XXe siècle, grâce aux influences américaines.
La popularité actuelle du catch est due en grande partie aux retransmissions de WCW Nitro, WWE SmackDown, et WWE Raw sur les chaînes TNT et STS. La diffusion ne se faisaient pas dans l'ordre, et avec un retard d'environ 4 mois. La durée des retransmissions était de 45 minutes, alors que les shows originaux pouvaient atteindre 1 h 30, et des programmes payants (paiement à la séance) 3 heures.
Le catch en Russie est également représenté par la fédération russe НФР (Независимая Федерация Рестлингаn, NFR) (Nezavisimaja Federatzija Reslinga, ou traduit IWF pour Independant Wrestling Federation. Elle a été créée par Vadim Korjagin en 2002. Ils organisent régulièrement des shows de catch à Moscou et dans les environs, qui sont également transmis sur la chaîne 7TV, dans une émission qui leur est spécialement consacrée : « Опасная зона » « Opasnaja zona », ou « Zone dangereuse ». Une fois par année, la fédération organise un show spécial : « Resliada » où participent des catcheurs étrangers spécialement invités. Un autre show, organisé également chaque année et portant le nom de « La coupe du président » (Koubok prezidenta) met en scène un match de type « bataille royale », ou participent tous les catcheurs actifs.
La IWF possède également une école de catch professionnel, dirigée par un instructeur qui a été entraîné au Canada.
- Catcheurs locaux : Ivan Gromov, Egor Gazaev, Bonnie

## Scandinavie
Le catch en Scandinavie n'a pas une longue histoire. Parce qu'il n'y a jamais eu de véritable diffusion du catch, (sauf récemment sur Eurosport) les véritables fans de catch sont peu nombreux et largement répartis. Le catch régional reste donc un spectacle underground mais peut rencontrer un certain succès de manière occasionnel.
Au Danemark existe la Dansk Pro Wrestling qui organise des shows indépendants et fait partie de l'UEWA (Union des Promotions de catch européennes) la star locale est le catcheur Chaos.
En Suède, il existe trois promotions: La Svensk Wrestling Syd qui promeut dans la région de Malmö, la Göteborg Brotning Group qui promeut dans la région de Göteborg et STHLM Wrestling qui propose des shows à Stockholm. Si ces trois promotions n'organisent pas beaucoup de shows au cours de l'année, chacun d'eux reçoit beaucoup un large public, majoritairement profane au monde du catch mais qui semble apprécier le spectacle proposé.
En Norvège c'est la Norges Wrestling Forbund qui promeut le catch, principalement dans la région d'Oslo, le vétéran du ring mais également commentateur en norvégien de la WWE Erik Isaksen est chargé de cette promotion.
- Erik Isaksen, Starbucks, Chaos, Bad Budda, Ken Malmsteen

## Suisse
La genèse du catch en Suisse se trouve dans les années 1930, avant la France, pendant quelques années, le sport est devenu très populaire, avant que les gens se lassent et que la vague migre en France. Pendant les grandes années du catch français, de nombreux championnats étaient organisés en Suisse.
Avec la chute du catch français, ce sport a complètement été oublié en Suisse, jusque dans les années 1990, avec la réapparition des matchs télévisés de la World Wrestling Federation, diffusé çà et là.
Après avoir tourné aux États-Unis, le catcheur SigMasta Rappo revint à son pays natal, la Suisse, et se lança dans la promotion dans les années 2000. La pilule eut de la peine à passer puisqu'il s'agissait d'un produit plutôt inconnu. Entre 2000 et 2007, de nombreuses promotions apparurent : Ring of Europe, IWA-Switzerland, Swiss Wrestling Federation. En 2008, la Ring of Europe devient la Swiss Championship Wrestling.
En 2003, c'est en Suisse Romande que les choses commencent à bouger, avec l'apparition fixe de la Swiss Power Wrestling et de sa mise en place sérieuse. Adrian Johnatans, à la tête de l'initiative, essayait de faire connaître le catch du mieux qu'il pouvait.
En 2006, après plus de 10 ans d'absence, la WWE fait enfin son retour en Suisse avec un house show à Zurich ; ceci donne un bon « push » à la scène indépendante Suisse, et les shows des fédérations locales voient leur public croitre.
En 2007, Adrian Johnatans et SigMasta Rappo allient leurs forces et décident d'utiliser le show de la WWE de 2007 à Zurich pour promouvoir leur promotion respective.
Dès le début 2008, le catch prend un rythme inespéré, avec seulement 2 promotions, plus de 10 shows sont organisés entre janvier et septembre 2008. Le public est bien plus nombreux tant chez les alémaniques que chez les romands, et la scène prend une réelle forme.
En 2010 La scène indépendante Suisse est active de part et d'autre du pays avec les « rookie shows » de la SCW, et les « Wednesday Warzones » de la SPW qui ont lieu chaque mois, ainsi que de grands shows organisés par la WWPW ayant notamment accueilli sur leur ring Chris Chavis (Alias Tatanka !)
En 2011, une promotion se crée dans le canton de Fribourg, baptisée « American Wrestling Fribourg », afin de développer le catch dans cette région où il est absent, sous l'impulsion du catcheur « Max Steigger », issu de la SPW-Academy. La SPW sous sa forme de promotion locale est alors dissoute, pour la rebaptiser HWA (Helvetic Wrestling Association) et les noms et logos « SPW » sont utilisés pour créer une alliance de promotions. Chaque promotion est indépendante dans sa propre région, mais possède des voix pour les décisions globales de la SPW.
Dès lors, la spw a fondé d'autres associations pour les divers cantons romands, afin de créer un système fédératif proche de celui utilisé par la fameuse National Wrestling Alliance.
- Swiss Championship Wrestling
- Swiss power wrestling
- Claudio Castagnoli, René Lasartesse, the Reverend, Adrian Johnatans, Ares, Jason the Swiss Buster, Drake Destroyer